# Voxx
Voxx — десятий студійний альбом шотландської групи Bay City Rollers, який вийшов у 1980 році.

## Композиції
1. God Save Rock & Roll - 3:57
2. Working for the People - 3:48
3. Soho - 3:58
4. The Hero - 3:35
5. 85 - 3:33
6. Honey Don't Leave L.A. - 4:02
7. New York - 3:10
8. The Jig - 1:31
9. Only the Young Die Old - 3:26
10. Rebel Rebel - 3:25

## Склад
- Дункан Фор: вокал
- Ерік Фолкнер: гітара
- Стюарт "Вуді" Вуд: бас, гітара
- Дерек Лонгмаєр: ударні
- Алан Лонгмаєр: гітара